# Basilique du Sacré-Cœur de Bourg-en-Bresse
La basilique du Sacré-Cœur est une basilique[réf. nécessaire] de Bourg-en-Bresse, construite dans le quartier de la gare. Elle est dédiée au Sacré-Cœur et dépend du diocèse de Belley-Ars.

## Histoire
Une garde d'honneur est constituée au monastère de la Visitation de Bourg-en-Bresse pour prier devant le Sacré-Cœur selon la volonté de Sœur Marie du Sacré-Cœur Bernaud (1825-1903), religieuse de la Visitation, avec des intentions réparatrices. Elle est tenue par l'archiconfrérie du Sacré-Cœur. Mgr Labeuche, évêque de Belley de 1906 à 1910, décide d'élever une église paroissiale en l'honneur du Sacré-Cœur dans le nouveau quartier de Bel-Air, selon le vœu exprimé par son prédécesseur Mgr Soubiranne. Une première chapelle provisoire (qui constituera l'aile nord de la future église) est construite par l'architecte Claude Royer et ouverte au culte en 1883 en attendant la construction de la future église; celle-ci est conçue selon les plans de l'architecte Claude Royer, d'après des dessins de l'architecte Franchet, en style néo-roman avec des apports néo-byzantins. La paroisse est érigée en 1910 par Mgr Manier. Le quartier compte alors cinq mille habitants. La première pierre est posée en 1911. le chantier étant prévu par tranches, c'est d'abord le chœur qui doit être construit. Le chanoine Rynois, premier curé de la paroisse, fait appel à Mauméjean pour le décor des deux chapelles du chœur, dédiées à la Vierge et à saint Joseph. Cela est exécuté entre 1939  et 1942. L'église du Sacré-Cœur est bénite et inaugurée au culte le 14 juin 1942 sous l'Occupation par Mgr Maisonobe, évêque de Belley. Elle est consacrée le 6 juillet 1948 devant une grande foule par Mgr Dubourg entouré des évêques de la province ecclésiastique de Besançon. L'évêque de Saint-Dié consacre l'autel latéral de la Sainte Vierge et l'abbé de Notre-Dame-des-Dombes, celui de sainte Marguerite-Marie.
Aujourd'hui, la paroisse est tenue par les oblats de Saint-Vincent-de-Paul.

## Description
L'édifice de style néo-roman avec des apports néo-byzantins mesure 57 mètres de longueur pour 24 mètres de largeur et la nef s'élève à 8,72 mètres. Une rosace de 5 mètres de diamètre éclaire la façade. Le tympan est décoré de mosaïques montrant sur un fond doré la figure du Christ en buste et vêtu d'une tunique blanche montrant son Sacré Cœur les bras ouvert. Les flèches en béton armé, mesurant cinquante mètres de hauteur, ne sont élevées qu'en 1952-1953, grâce à un legs.
L'intérieur est de style néo-roman. Le maître-autel de marbre blanc orné de statuettes date de 1825, il s'agit de l'ancien autel du grand séminaire de Belley. Les vitraux des ateliers Mauméjean, exceptionnels d'intensité et de luminosité, datent de 1935-1939,. On découvre aussi une Crucifixion de l'artiste lyonnais Jean Scohy (1824-1897) et une fresque de Luc Barbier et François Croizat.